# Schapur
Schapur (Šābuhr, Šāpūr, Šahpuhr, auch Shapur und Sapor; mit der Bedeutung Sohn des Schahs) ist der Name mehrerer persischer Herrscher aus dem Hause der Sassaniden:
- Schapur I. (vor 239–270/272)
- Schapur II. (309–379)
- Schapur III. (383–388)

Namensträger in Antike und Mittelalter:
- Schapur (Sohn Papaks), Sohn des Sassaniden Papak
- Sapor (Heermeister), Heermeister unter Kaiser Gratian
- Saborios († 668), oströmisch-byzantinischer Feldherr und Usurpator
- Hofmaler im Epos von Chosrau und Schirin
- Schapur ibn Sahl, persischer Arzt des 9. Jahrhunderts

Namensträger der Neuzeit:
- Schapur Bachtiar (1914–1991), iranischer Politiker und von Januar bis Februar 1979 Premierminister des Iran